# René Bazin

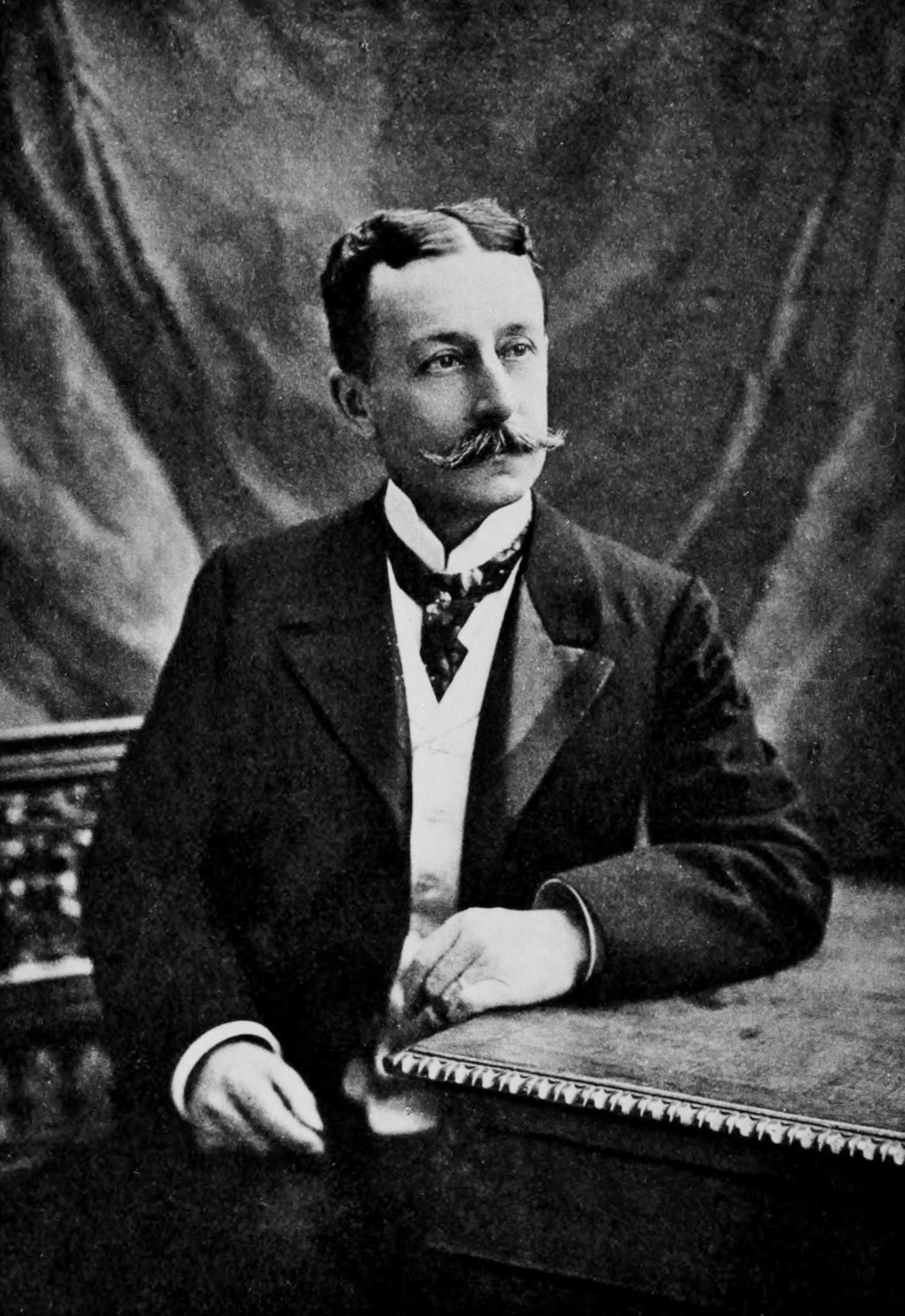
René Bazin (1905)

René Bazin (* 26. Dezember 1853 in Angers; † 20. Juli 1932 in Paris) war ein französischer Schriftsteller und Professor der Rechte an der Université Catholique de l’Ouest in Angers.

## Leben
Er verfasste weit über 40 Romane, Erzählungen, Reiseberichte. Seine Landromane wie z. B. La terre qui meurt (1899) oder Le Blé qui lève (1907) erschienen ebenso wie sein patriotischer Roman Les Oberlé (1901) in hohen Auflagen und wurden in zahlreiche Sprachen übersetzt. Aber auch seine sozialkritischen Romane wie De toute son âme (1908) fanden schnell eine breite Leserschaft.
Sein Denken war zutiefst von einem traditionellen, erdverbundenen Katholizismus geprägt.
1903 wurde er in die Académie française gewählt. Die von ihm verfasste Biografie von Charles de Foucauld inspirierte René Voillaume zur Gründung der Ordensgemeinschaft der Kleinen Brüder Jesu.

## Werke
- 1884: Stéphanette
- 1888: Une tâche d'encre
- 1892: La Sarcelle bleue, dt. Die blaue Krickente, 1905
- 1893: Madame Corentine, dt. Frau Corentine, 1906
- 1894: Les Italiens d'Aujourd'hui
- 1895: Terre d'Espagne
- 1899: La terre qui meurt, dt. Landflucht
- 1899: Croquis de France et de l'Orient
- 1901: Le guide de l'Empereur, dt. Der Führer des Kaisers
- 1901: Les Oberlé, dt. Die Oberle
- 1902: L'enseigne de vaisseau Paul Henry
- 1903: Donatienne
- 1904: Récits de la plaine et de la montagne
- 1905: Le duc de Nemours
- 1905: L'Isolée, dt. Schwester Pascale
- 1906: Questions littéraires et sociales
- 1906: Croquis italiens
- 1907: Le blé qui lève
- 1908: Mémoires d'une vieille fille
- 1909: Le mariage de Mademoiselle Gimel
- 1910: La Barrière, dt. Das Hemmnis
- 1911: Douce France
- 1912: Davidée Birot
- 1913: Nord-Sud, notes de voyage
- 1914: Gingolph l'abandonné
- 1915: Pages religieuses
- 1916: Aujourd'hui et demain
- 1917: La Campagne et la Guerre. Notes d'un amateur de couleur
- 1917: La Closerie de Champdollent
- 1919: Les nouveaux Oberlé
- 1921: Charles de Foucauld, dt. Der Wüstenheilige
- 1922: Il était quatre petits enfants
- 1924: Le conte du triolet
- 1926: Baltus le Lorrain
- 1926: Paysages et pays d'Anjou
- 1928: Pie X
- 1929: Le roi des archers
- 1931: Magnificat, dt. Die grössere Liebe